# AlphaServer SC45
 (mars 2020).
Si vous disposez d'ouvrages ou d'articles de référence ou si vous connaissez des sites web de qualité traitant du thème abordé ici, merci de compléter l'article en donnant les références utiles à sa vérifiabilité et en les liant à la section « Notes et références ».
L'AlphaServeur SC45 est un supercalculateur français, bâti par l'entreprise multinationale américaine Hewlett-Packard en 2001. Il s'est rapidement vu dépasser par des machines plus performantes malgré ses 2 560 processeurs. Basé au site du CEA de Bruyères-le-Châtel dans l'Essonne, il appartient au CEA. Il est utilisé par la Direction des applications militaires (DAM) du CEA qui a pour mission de concevoir, fabriquer et entretenir les têtes nucléaires qui équipent les forces océaniques et aéroportées françaises.
Son successeur est TERA-10.

## Classement dans le Top 500 des supercalculateurs
- Juin 2002 : 4e
- Septembre 2002 : 7e
- Juin 2003 : 10e
- Septembre 2003 : 15e
- Juin 2004 : 28e
- Septembre 2004 : 41e
- Novembre 2005 : 100e